# Izabela Aviz
Izabela Aviz (ur. 21 lutego 1397 w Évorze, zm. 17 grudnia 1471) – infantka portugalska i poprzez małżeństwo księżna Burgundii.
Urodziła się jako córka króla Portugalii Jana I Dobrego i jego żony królowej Filipy. Jej starszym bratem był przyszły król Portugalii Edward I. 
25 lipca 1429 poślubiła w Lizbonie per procura dwukrotnie owdowiałego księcia Burgundii Filipa III Dobrego, zostając jego trzecią żoną. Ceremonię powtórzono 7 stycznia 1430 w Brugii, w obecności obojga małżonków. Para miała trzech synów:
- Antoniego (1430–1432), hrabiego Charolais
- Józefa (1432–1432), hrabiego Charolais
- Karola Zuchwałego (1433–1477), kolejnego księcia Burgundii